# Église de l'Ascension de Staro Selo
Pour les articles homonymes, voir Église de l'Ascension.
L'église de l'Ascension de Staro Selo (en serbe cyrillique : Црква Светог Вазнесења у Старом Селу ; en serbe latin : Crkva Svetog Vaznesenja u Starom Selu) est une église orthodoxe serbe située à Staro Selo, dans la municipalité de Velika Plana et dans le district de Podunavlje en Serbie. Elle est inscrite sur la liste des monuments culturels protégés de la république de Serbie (identifiant no SK 702).

## Présentation
L'église a été construite en 1882-1883 selon un projet de l'architecte Svetozar Ivačković dans un style néo-byzantin.
Elle s'inscrit dans un plan cruciforme, avec une nef prolongée par une triple abside demi-circulaire à l'est et des chapelles latérales rectangulaires ; elle est précédée par un petit narthex à l'ouest. À l'intérieur, elle est dotée de voûtes en berceau au croisement desquelles s'élève une coupole. Les fenêtres sont en forme de lancettes, isolées ou regroupées par deux ou par quatre.
L'église abrite un ensemble particulièrement précieux constitué par les icônes de l'iconostase, réalisées en 1885 par Đorđe Krstić, le représentant le plus important du réalisme serbe de cette époque et considéré comme l'un des 100 Serbes les plus éminents par l'Académie serbe des sciences et des arts. L'église possède aussi des icônes, des objets et des livres liturgiques ainsi que du mobilier d'église.
En 1933, un monument aux morts de la Première Guerre mondiale a été érigé sur le parvis de l'église.